# Barbara Lerner Spectre
Barbara Lerner Spectre, född 1942 i Madison, Wisconsin, är en amerikansk-judisk föreläsare och aktivist. Hon grundade 2001 Paideia – Europeiska institutet för judiska studier i Sverige (European Institute for Jewish Studies in Sweden).

## Biografi
Spectre studerade filosofi vid Columbia University och New York University och läste doktorandstudier i filosofi. Hon gifte sig med rabbinen Philip Spectre och paret flyttade till Ashkelon i Israel, där hon verkade vid Achva College. De flyttade 1982 till Jerusalem, där hon bland annat var verksam vid Hebreiska universitetet.
År 1999 kom hon till Sverige och Stockholm, där hennes man var rabbin i Stockholms synagoga. Två år senare grundade hon Paideia – Europeiska institutet för judiska studier i Sverige. Hon har sedan dess utbildat flera hundra personer i ledarskap inom den judiska kulturens förnyelse i Europa.
År 2010 belyste hon i en intervju judarnas roll bakom invandringen från tredje världen till Europa. Då hon sa det följande: "Europa has not yet learned how to be multicultural. Europe is not going to be the monolithic societies they once were in the last century. Jews are going to be at the center of that. It's a huge transformation for Europe to make. They are now going into a multicultural mode, and jews will be resented for our leading role." Som direkt översatt till svenska blir "Europa har ännu inte lärt sig att vara multikulturellt. Europa kommer inte att förbli de monolitiska samhällen de en gång var under förra seklet. Judar kommer att vara i centrum för det. Det är en enorm omvandling för Europa att göra. De går nu in i ett multikulturellt läge, och judar kommer att bli föraktade för vår ledande roll. "

## Utmärkelser
- H.M. Konungens medalj i guld av 8:e storleken (Kon:sGM8, 2018) för framstående insatser för den judiska kulturen i Sverige och utomlands[1]